# دبوس الزينة

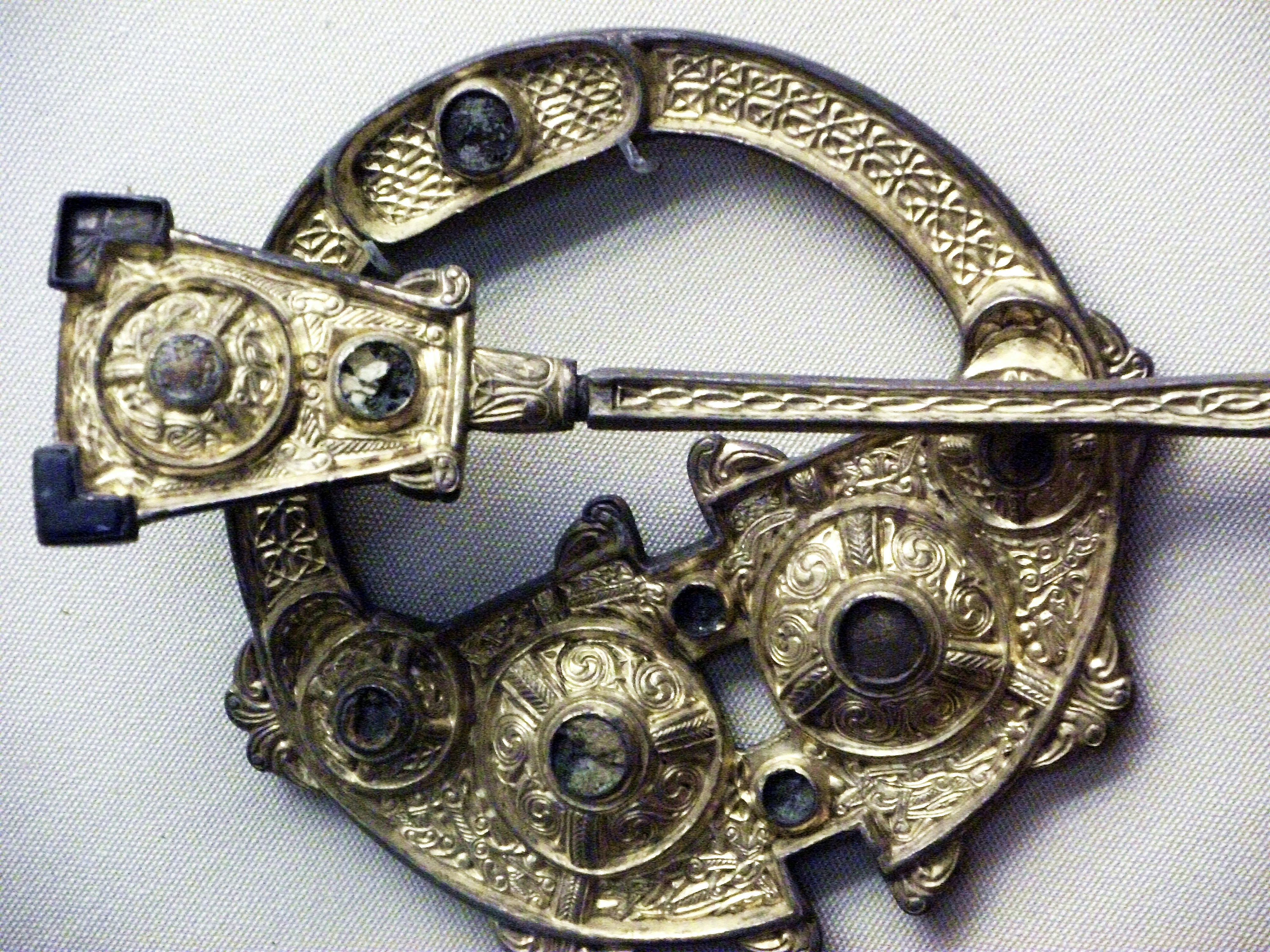
دبوس زينة إيرلندي قديم من العصر الكلتي

دبوس الزينة (أو البُرُوش) هو قطعة مجوهرات للزينة كبيرة نسبياً، والمعروف أيضا في العصور القديمة باسم المشبك، هو نوع من أنواع المجوهرات المزخرفة والمصممة لتركيبها على الملابس، وفي الكثير من الأحيان تستخدم لغلق الملابس أو طرفين من أي قطعة ملابس.

## المواد
عادة ما يكون الدبوش زينة مصنوعا من المعدن والفضة أو الذهب وفي بعض الأحيان يصنع من البرونز أو بعض المواد الأخرى. يتم تزيين الدبوش زينة ات في كثير من الأحيان بدبابيس من المينا أو مع الأحجار الكريمة.
تاريخيا، أقرب الدبوش زينة ات المعروفة تم اكتشافها تابعة للعصر البرونزي. كما أن الموضات في الدبوش زينة ات سرعان ما تتغير نوعا ما، ولكنها تمثل مؤشرا زمنيا مهما.

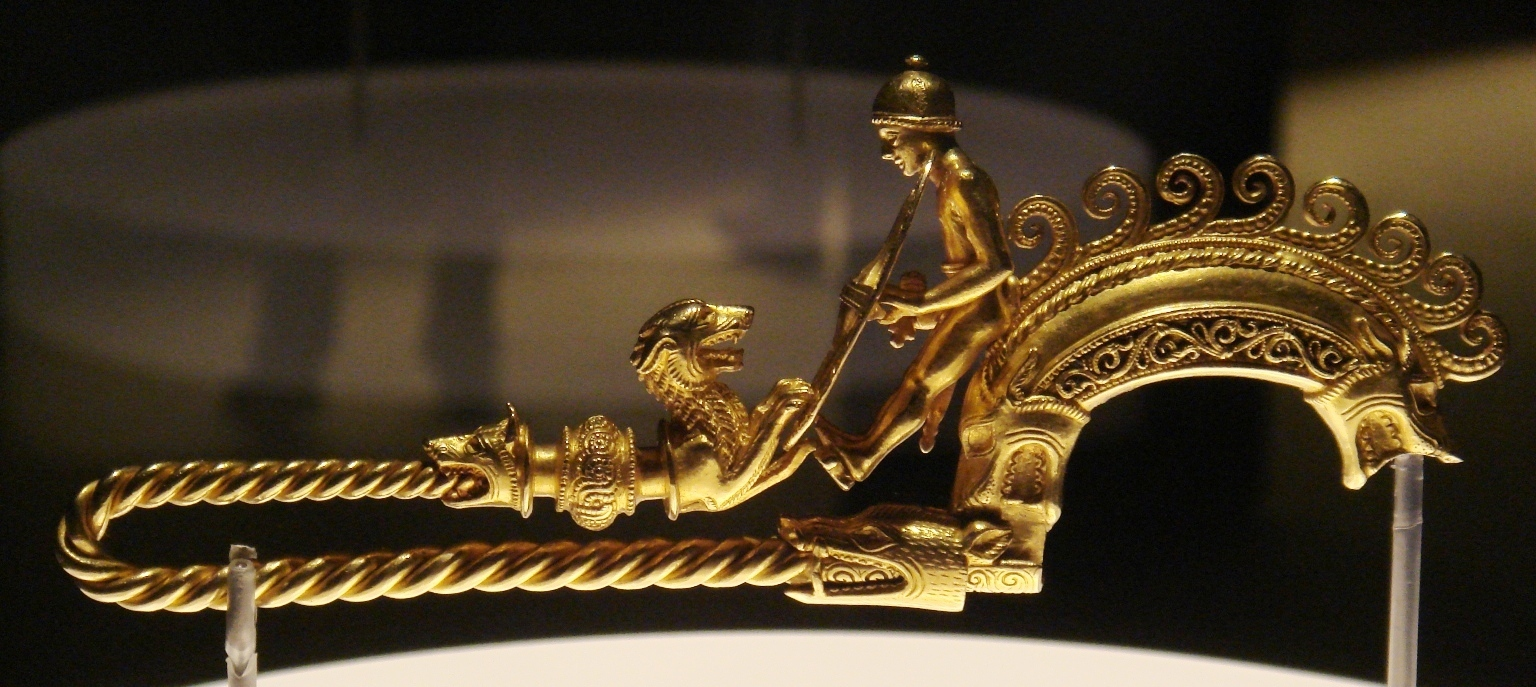
دبوش زينة من نوع الإبزيم يعود لتاريخ 250-200 ق.م. معروض في المتحف البريطاني

## وصلات خارجية
Chisholm, Hugh, ed. (1911). "Encyclopædia Britannica". Encyclopædia Britannica (بالإنجليزية) (11th ed.).